# Hôtels Baverez
Pour les articles homonymes, voir Baverez.
Le groupe Hôtels Baverez est un groupe hôtelier français fondé en 1900.

## Histoire
Géré par la même famille depuis 1900, les Hôtels Baverez sont des établissements haut de gamme. Constant Baverez fut l'associé de Léonard Tauber, le fondateur du Regina (1900), du Majestic (1908) et du Raphael (1925). À la mort de Léonard Tauber, Constant Baverez rachète ses parts,.
Lui succèdent son fils Paul Baverez qui dirige le groupe jusqu'à sa mort en 1981, puis la fille de ce dernier, Françoise Baverez, actuelle présidente du conseil d’administration du groupe. Véronique Valcke, fille de Françoise Baverez, a pris le poste de directrice générale des trois établissements depuis 2010,.

## Hôtel Regina
Inauguré en 1900 pour l'exposition universelle de Paris, l'hôtel Regina se trouve sur la place des Pyramides, baptisé ainsi en l’honneur de la victoire napoléonienne en Égypte en 1798. L’hôtel est installé dans un ancien immeuble du Second Empire édifié à l’emplacement même du manège des écuries royales du palais du Louvre, fondées au xviie siècle par Antoine de Pluvinel. Léonard Tauber et son associé Constant Baverez le firent construire entre 1898 et 1900, et prirent soin de réunir les artistes et les ébénistes les plus doués de l’époque pour embellir l'établissement dans le style Art nouveau. L'hôtel Regina conserve notamment des vitraux de Jacques Galland de l'école de Nancy.
L'hôtel Regina a été nommé ainsi en l'honneur de la reine Victoria, symbolisant l'Entente cordiale entre les Français et les Britanniques. C'est à l'hôtel Regina que fut fondée en 1919 la Fédération internationale des Sociétés de la Croix-Rouge et du Croissant-Rouge.
La première phase de rénovation de l’hôtel Regina s’est achevée sur l’été 2014 et la rénovation de la seconde aile, commencée en octobre 2014, a été inauguré le 29 septembre. Le coût prévisionnel de ces travaux s’élève à 15 M€ auquel ont été ajoutés 2 M€ de décoration et de divers aménagements. Un nouveau directeur, monsieur Piazzi, est arrivé en novembre 2014 pour gérer cet établissement.
Le 6 août 2015, l’hôtel Regina se voit remettre sa cinquième étoile par l’agence Atout France et rejoint la famille des hôtels cinq étoiles au sein du groupe Les Hôtels Baverez.

## Hôtel Raphael
L’hôtel Raphael est un hôtel cinq étoiles français, familial et indépendant. Il fut construit en 1925 sous l'impulsion de Léonard Tauber et Constant Baverez, fondateurs de l'hôtel Regina en 1900, sur des plans de l'architecte André Rousselot. Bâti durant les années folles, l'hôtel Raphael présente une décoration Art déco et fut nommé ainsi en hommage au peintre Raphaël et aux arts. L'hôtel devint le refuge parisien des grands acteurs hollywoodiens dès les années 1950 : Ava Gardner, Katharine Hepburn, Charles Bronson, Yul Brynner, Henry Fonda, Clark Gable, Grace Kelly, Burt Lancaster, Steve McQueen, Roger Moore, Kirk Douglas, Gary Cooper, Marlon Brando comptaient parmi les habitués de l'établissement.

## Majestic Hôtel-Spa
Le Majestic Hôtel-Spa a rouvert ses portes en février 2010, rénové et portant désormais le nom de Villa Hôtel Majestic,. En 2011, l'hôtel a reçu une cinquième étoile. Situé dans le 16e arrondissement de Paris à 350 mètres de l'Arc de Triomphe et des Champs-Elysées, au 30 rue La Pérouse, l'établissement se compose de 52 chambres, suites, et appartements équipés de cuisine. Certaines suites proposent des terrasses de 30 à 95 m2. L'hôtel abrite un Spa le MajClub de 450 m2 avec piscine, salle de sport, hammam et salle de soins, un restaurant Le Premium, ainsi qu'un bar Le Magnum.